# Bassus festivus
Bassus festivus är en stekelart som först beskrevs av Muesebeck 1953.  Bassus festivus ingår i släktet Bassus och familjen bracksteklar. Inga underarter finns listade.